# Герб Борислава
Герб Борисла́ва — офіційний символ міста Борислав Львівської області. Затверджений 29 березня 2012 року, рішенням сесії Бориславської міської ради.

## Опис
Затверджений рішенням Бориславської міської ради 29 березня 2012 року. Автори: Олег Микулич, Роман Тарнавський, Ігор Шоха.

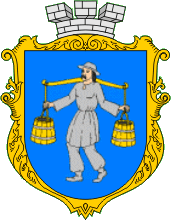
Герб 1996 року

## Герб 1996 року
Затверджений 23 липня 1996 року рішенням VI сесії Бориславської міської ради. Автор —  А. Гречило.
У синьому полі ріпник у срібній одежі несе на плечах золоте коромисло з двома золотими відрами нафти (ропи).
Щит обрамований декоративним картушем і увінчаний срібною міською короною з трьома вежами.

## Історичні герби
Ріпник відомий з давніх печаток громади міста з XIX і вказує на нафтодобувні промисли, що спричинилися до розвитку Борислава.

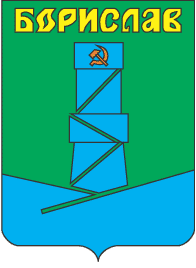
Герб Борислава радянського періоду

### Герб радянського періоду
Затверджений 19 березня 1970 року рішенням виконавчого комітету Бориславської міської ради.
Автор — Дмитро Олексійович Ланяк.
У зеленому щиті синя нафтова вежа з оранжевими серпом і молотом, над нею золотий напис «БОРИСЛАВ». Вежа розділена на 5 частин — 5 районів Борислава. Зелений колір — символ полонин. Вежа і контури гір, а також лінія навколо щита і напис — символ Карпат.